# Amasja
Amasja (Hebreeuws: אֲמַצְיָהוּ, ʼĂmaṣyāhû, "de kracht van JHWH" of "gesterkt door JHWH," of "JHWH is machtig"; Grieks: αμασιας; Latijn: Amasias) was koning van het koninkrijk Juda. Hij was de opvolger van zijn vader Joas (niet te verwarren met koning Joas van het de koninkrijk Israël die gelijktijdig leefde). Zijn regeerperiode wordt tegenwoordig gedateerd op 800 v.Chr. tot 783 v.Chr. of van 796 v.Chr. tot 767 v.Chr.. Zijn leven wordt in 2 Koningen 5-7 en in 2 Kronieken 25 in de Hebreeuwse Bijbel beschreven.
Van Amasja wordt in de Bijbel geschreven dat hij zijn regeerperiode begon met het ter dood brengen van de moordenaars van zijn vader. Hij was 25 jaar oud toen hij de troon besteeg. Aanvankelijk was Amasja een godsdienstig koning, die zelf JHWH aanbad maar offerplaatsen voor andere goden intact liet. Hij was de eerste koning van Juda die een groot leger vormde van huurlingen uit Israël. Een onbekende profeet gaf hem de opdracht de huurlingen terug te sturen naar Israël, en dit deed Amasja. Hij begon een oorlog tegen de Edomieten die resulteerde in een klinkende overwinning voor Juda. Amasja haalde afgoden van de Edomieten naar Jeruzalem en aanbad deze. Vervolgens daagde hij koning Joas van Israël uit voor een oorlog. Deze oorlog leidde tot een vernietigende nederlaag voor het leger van Amasja. Koning Joas sloeg een bres van vierhonderd el in de stadsmuur van Jeruzalem (van de Efraïmpoort tot aan de Hoekpoort) en nam het goud en zilver van de tempel van Jeruzalem mee naar de hoofdstad van Israël, Samaria. Koning Amasja werd gevangengenomen.
Na de dood van koning Joas leefde Amasja nog vijftien jaar. Toen hij ontdekte dat er een samenzwering tegen hem bestond, sloeg hij op de vlucht naar Lachis, maar daar werd hij gevonden en gedood. Zijn lichaam werd met paarden overgebracht naar Jeruzalem, waar hij werd begraven bij zijn voorouders in de Davidsburcht. Zijn zoon Uzzia werd aangewezen als zijn opvolger.